# Domentijan
Œuvres principales
- La Vie de Saint Sava (1243 ou 1254)
- La Vie de Saint Siméon (1264)

Domentijan (en serbe cyrillique : Доментијан ; né vers 1210 et mort après 1264), également connu sous le nom de Domentijan de Hilandar (Доментијан Хиландарац), est un moine athonite et un hagiographe orthodoxe serbe. Il se considère lui-même comme le « dernier disciple de Saint Sava ». Il figure dans l'ouvrage Les 100 Serbes les plus éminents conçu par un comité de l'Académie serbe des sciences et des arts et publié en 1993.

## Présentation
Né vers 1210, Domentijan passe la plus grande partie de sa vie au monastère de Hilandar, fondé en 1198 par le roi serbe Stefan Nemanja (devenu Saint Siméon) et son fils Rastko Nemanjić (devenu Saint Sava). Sans doute issu de la noblesse serbe, il devient le chef spirituel de ce monastère.
Au milieu du XIIIe siècle, il rédige La Vie de Saint Sava (Žitije svetog Save), une hagiographie achevée en 1243 ou, plus vraisemblablement, en 1254. Contemporain des faits qu'il rapporte, il raconte la jeunesse du prince Ratsko et comment, avec le temps, ce prince devient l'archevêque Sava et fonde l'Église orthodoxe serbe, une église autocéphale.
En 1262-1264, à son initiative, le moine Théodore Span copie l’Hexaéméron de Jean l'Exarque.
En 1264, à la demande du roi Uroš le Grand (1243-1276), petit-fils de Stefan Nemanja, Domentijan écrit La Vie de Saint Siméon (Žitije svetog Simeona), le fondateur de la dynastie des Nemanjić.
Mesurant l'importance idéologique des hagiographies de Domentijan, l'universitaire Boško I. Bojović écrit : « L’œuvre et la vie des deux saints dont il a écrit les hagiographies revêtent pour lui une signification toute providentielle pour le devenir du royaume serbe. C’est l’entrée de l’histoire serbe dans la catégorie de l’histoire sacrée, mais aussi l’émergence du parallélisme de deux cultes fondateurs, ceux des saints patrons du royaume némanide, Siméon et Sava ».